# Guadalupe Ortiz de Landázuri
María Guadalupe Ortiz de Landázuri Fernandez de Heredia (Madrid, 12 dicembre 1916 – Pamplona, 16 luglio 1975) è stata un'insegnante spagnola e una ricercatrice di scienze chimiche.
Membro laico dell'Opus Dei, è venerata come beata dalla Chiesa cattolica.

## Biografia
Guadalupe Ortiz de Landazuri era l'ultima, unica bambina, dei quattro figli di Manuel Ortiz de Landázuri e Eulogia Fernández-Heredia. I suoi genitori la educarono nella fede cristiana. Quando era piccola, morì il terzo dei fratelli, Francisco. A 10 anni, si trasferisce con la famiglia a Tetuan, in Africa settentrionale, a causa del lavoro di suo padre, che era militare. 
Nel 1932 tornarono a Madrid dove Guadalupe concluse il liceo presso l'Istituto Miguel de Cervantes. Nel 1933 si iscrisse alla facoltà di Chimica presso l'Università Centrale. Era una delle 5 donne in una classe di 70 studenti. Più avanti, iniziò il dottorato perché voleva dedicarsi all'insegnamento universitario. 
Durante la guerra civile spagnola (1936-1939) il padre di Guadalupe, tenente colonnello, fu arrestato, imprigionato e condannato alla fucilazione e, per non abbandonare i soldati con lui detenuti, rifiutò la grazia che aveva ottenuto per lui il figlio Eduardo. Guadalupe, che allora aveva 20 anni, insieme a Eduardo e a sua madre, poté stargli accanto alcune ore prima della morte. Nel 1937, con il fratello e la madre, riuscì a passare all'altra zona della Spagna, dove si trovava l'altro fratello Manolo. Guadalupe e la sua famiglia si stabilirono a Valladolid fino alla fine della guerra.
Tornarono a Madrid nel 1939. Guadalupe iniziò a insegnare nella scuola della "Bienaventurada Virgen María" e nel Liceo francese. Il 25 gennaio del 1944 conobbe san Josemaría Escrivá, fondatore dell'Opus Dei, in quello che era il primo centro femminile dell'Opus Dei, in via Jorge Manrique. Il 19 marzo del 1944, a 27 anni, Guadalupe Ortiz de Landázuri decise di diventare dell'Opus Dei.
Durante l'anno accademico 1947-1948 fu direttrice della residenza universitaria Zurbarán. Il 5 marzo 1950, su invito di san Josemaría, andò in Messico per portarvi il messaggio dell'Opus Dei. Si iscrisse al dottorato di ricerca in Chimica, che aveva iniziato in Spagna. Con le altre che l'accompagnarono, aprì una residenza per universitarie. Negli anni trascorsi in Messico fu tra i promotori di Montefalco, una tenuta che allora era in rovina e che ora è sede di un centro convegni e casa per ritiri spirituali, e di due istituzioni educative: il “Colegio Montefalco” e la scuola rurale “El Peñón”.
Nel 1956 si trasferisce a Roma per collaborare in modo più diretto con san Josemaría al governo dell'Opus Dei. In quell'anno si manifestano i primi segni di una malattia al cuore. Nonostante la buona ripresa, la cardiopatia si aggrava e deve tornare definitivamente in Spagna. Riprende l'attività accademica e inizia una ricerca sui materiali isolanti refrattari e sulle proprietà per tale scopo della cenere del guscio del riso. Questo lavoro vinse il premio Juan de la Cierva e costituì la sua tesi di dottorato che discusse l'8 luglio 1965. Nello stesso periodo, insegnò per due anni chimica presso l'Istituto Ramiro de Maeztue poi nei dieci anni successivi, nella Escuela Femenina de Maestría industrial, della quale divenne vicedirettrice. 
Dal 1968 partecipa alla progettazione e all'avvio del Centro di Studi e Ricerche in Scienze Domestiche (CEICID), del quale sarà vicedirettrice e professoressa di Chimica Tessile. 
Nel 1975, i medici decidono che l'opzione migliore è quella di operarla e lascia la sua casa a Madrid per ricoverarsi nella Clinica Universitaria di Navarra. Il 1º luglio viene operata. Anche se l’esito dell’operazione fu soddisfacente, durante la convalescenza fu colpita da un’improvvisa insufficienza respiratoria. Morì il 16 luglio 1975.
Il 26 ottobre 2018 la Santa Sede ha comunicato che papa Francesco – accogliendo la richiesta rivolta dal prelato dell’Opus Dei, mons. Fernando Ocáriz – ha stabilito che Guadalupe Ortiz de Landázuri sia beatificata a Madrid, sua città natale, sabato 18 maggio 2019, anniversario della Prima Comunione della futura beata. La cerimonia di beatificazione si è svolta a Madrid il 18 maggio 2019.

### Gli studi e la carriera accademica
Nel 1936 si iscrive alla Facoltà di Scienze Chimiche nell'Università di Madrid e nel 1940, a 24 anni si laurea, in un corso di laurea frequentato per lo più da uomini. Nel 1958 diventa vicedirettrice dell'Istituto Ramiro De Maetzu, dove è anche insegnante. Nel 1965 discute la tesi di dottorato, ottenendo anche dei riconoscimenti per il proprio lavoro scientifico di ricerca. Nel 1968 è tra le promotrici del Centro di Studi e Ricerche in Scienze Domestiche di Pamplona.

### L'incontro con san Josemaría Escrivá e l'adesione all'Opus Dei
Nel 1944 Guadalupe conobbe san Josemaría Escrivá, il sacerdote spagnolo fondatore dell'Opus Dei. Dopo averlo conosciuto decise di diventare dell'Opus Dei. L'amicizia con san Josemaría è documentata nelle lettere che Guadalupe gli ha inviato dall'anno in cui si sono conosciuti fino alla morte del sacerdote, avvenuta pochi mesi prima della sua morte nel 1975. Un'ampia selezione di queste lettere è consultabile gratuitamente in un eBook presente sul sito www.opusdei.org. La sua adesione al messaggio dell'Opus Dei fece in modo che si rendesse disponibile a spostarsi laddove ci fosse bisogno del suo aiuto nella formazione delle giovani e nella direzione delle attività spirituali e culturali.
Dal 1947 al 1949 è direttrice della Residenza femminile Zurbaran, la prima struttura di questo tipo nata su impulso di san Josemaría per promuovere la formazione della donna. Nel 1950 san Josemaría le chiede di andare in Messico per dedicarsi alla formazione delle donne messicane e all'avvio di alcune iniziative sociali come residenze universitarie e centri di formazione per le contadine. Nel 1956 il fondatore dell'Opus Dei le chiede di andare a Roma per aiutarlo nella direzione di alcune iniziative apostoliche internazionali, ma il suo stato di salute non le permette di rimanere a Roma se non per qualche mese. Nel 1958, seguendo il parere dei medici, ritorna a Madrid.

### La spiritualità di Guadalupe Ortiz
La svolta nella vita di Guadalupe, già cristiana praticante, avvenne una domenica del 1944: durante una messa si sentì "toccata" dalla grazia di Dio. Desiderando parlarne con un sacerdote, ottenne da un amico il telefono di don Josemaría Escrivá, che incontrò il 25 gennaio presso il primo centro femminile dell'Opus Dei, in via Jorge Manrique a Madrid. Guadalupe scoprì in quell'incontro la chiamata ad amare Dio attraverso il lavoro e la vita ordinaria.
La messa e la confessione erano i cardini del suo dialogo continuo con Dio, con frequenti visite al Santissimo Sacramento, come hanno testimoniato le compagne che hanno vissuto vicino a lei. Cercava l'unione con Cristo invocando con il rosario l'intercessione della Madre di Dio. Volle comunicare la ricchezza della sua fede svolgendo un'intensa azione di apostolato, dedicandosi alla formazione spirituale delle nuove leve dell'Opus Dei e armonizzando preghiera e azione, contemplazione e lavoro. Accettò serenamente le croci incontrate nella sua vita, prima durante la guerra civile poi con i gravi problemi di salute, che non intaccarono l'impegno generoso e gioioso nel vivere con radicalità il Vangelo.

### Il miracolo che ha permesso la beatificazione
Il miracolo che ha permesso la beatificazione di Guadalupe Ortiz de Landázuri consiste nella guarigione istantanea di Antonio Jesús Sedano Madrid, che nel 2002, a 76 anni, era affetto da un tumore maligno della pelle vicino all'occhio destro. Una notte, pochi giorni prima di un'operazione di rimozione del tumore, Antonio pregò Guadalupe Ortiz de Landázuri chiedendole che l'intervento potesse essere evitato. La mattina dopo, il tumore era completamente scomparso. Le successive visite mediche hanno confermato la guarigione. Antonio Jesús Sedano Madrid è morto dodici anni dopo, nel 2014, a causa di una malattia cardiaca. Aveva 88 anni. Il cancro della pelle non è mai più ricomparso.
È stata beatificata il 18 maggio 2019 a Madrid, nel Palacio de Vistalegre. La cerimonia è stata presieduta dal cardinale Angelo Becciu, in qualità di rappresentante del Papa.